# Serkan Balcı
Serkan Balcı (Nazilli, 22 augustus 1983) is een voormalige professionele voetballer.

## Biografie
Serkan Balcı begon met voetballen bij Pamukspor te Nazilli. Na Pamukspor ging hij naar Bodrum Yalıkavak Spor. Daar maakte hij zoveel indruk dat subtopper Gençlerbirligi hem overnam. Na vier jaar in Ankara vertoefd te hebben, werd Serkan voor twee miljoen dollar overgenomen door Fenerbahçe.
Bij Gençlerbirligi voetbalde Serkan vooral op het middenveld. Christoph Daum, destijds trainer van Fenerbahçe, zag echter meer een rechtsback in hem. Ondanks dat hij onder het bewind van Daum niet weg te denken was uit de basisopstelling, heeft Serkan slechts twaalf competitieduels gespeeld sinds Zico de hoofdtrainer is van Fenerbahçe. Naar eigen zeggen was Zico dan ook de reden dat hij na 3 seizoenen Fener vertrok naar Trabzonspor.
De kleine blonde Turk is daarnaast 20-voudig international. Zijn debuut in het Turks voetbalelftal was in 2003 tegen Brazilië in de Confederations Cup. In de 20 wedstrijden wist hij eenmaal te scoren.

## Carrière
| Seizoen                    | Land                       | Club                       | Competitie | Wedstrijden | Goals |
| -------------------------- | -------------------------- | -------------------------- | ---------- | ----------- | ----- |
| 2000/01                    | Turkije                    | Gençlerbirligi             | Süper Lig  | 14          | 0     |
| 2001/02                    | Turkije                    | Gençlerbirligi             | Süper Lig  | 16          | 0     |
| 2002/03                    | Turkije                    | Gençlerbirligi             | Süper Lig  | 32          | 3     |
| 2003/04                    | Turkije                    | Gençlerbirligi             | Süper Lig  | 30          | 2     |
| 2004/05                    | Turkije                    | Fenerbahçe                 | Süper Lig  | 26          | 0     |
| 2005/06                    | Turkije                    | Fenerbahçe                 | Süper Lig  | 31          | 0     |
| 2006/07                    | Turkije                    | Fenerbahçe                 | Süper Lig  | 12          | 0     |
| 2007/13                    | Turkije                    | Trabzonspor                | Süper Lig  | 26          | 1     |
| Bijgewerkt tot 3 juli 2013 | Bijgewerkt tot 3 juli 2013 | Bijgewerkt tot 3 juli 2013 | Totaal     | 191         | 6     |

1 Rüştü ·
2 Sonkaya ·
3 Korkmaz  ·
4 Akyel ·
5 Özalan ·
6 Penbe ·
7 Balcı ·
8 Arslan ·
9 Şanlı ·
10 Baştürk ·
11 Nihat ·
12 Çatkıç ·
13 Yıldırım ·
14 Barış ·
15 Üzülmez ·
16 Yılmaz ·
17 Servet ·
18 Kartal ·
19 Ateş ·
20 Şahin ·
21 Toraman ·
22 Karadeniz ·
23 Şahin ·
Coach: Güneş